# Prosthechea tardiflora
Prosthechea tardiflora är en orkidéart som beskrevs av Mora-ret. och Franco Pupulin. Prosthechea tardiflora ingår i släktet Prosthechea och familjen orkidéer.
Artens utbredningsområde är Costa Rica. Inga underarter finns listade i Catalogue of Life.